# 田沢 (福島市)
田沢（たざわ）は、福島県福島市の大字である。郵便番号は960-8156。

## 地理
福島市南部に位置し、市内蓬莱地区に属する。北で黒岩と、北東で渡利と、南東で立子山、松川町浅川と、南で蓬萊町と、西で清水町と、北西で伏拝とそれぞれ隣接する。町村制施行以前の田沢村の流れを汲む地域である。福島盆地南端部の丘陵部に位置し、田沢川に沿い、蓬莱町の外縁部をなぞるように民家や農地が並ぶ。北側は蓬莱団地に接する新興住宅地として開発された桜台ニュータウンがあり、北側に隣接する伏拝のあさひ台団地、黒岩の南福島ニュータウンと合わせ一大住宅地となっている。東側は渓谷を成す阿武隈川へと続く山林が広がっている。上町に所在する福島警察署及び松川町浅川に所在する福島南消防署がそれぞれ管轄にあたる。

### 河川
- 阿武隈川
  - 田沢川

### 主な字
- 明石場
- 石内
- 石内入
- 石内前
- 入
- 姥懐
- 荻ノ入
- 荻ノ草
- 神ノ前
- 木曽内
- 木曽内入
- 木曽内前
- 桜台
- 沢尻
- 座頭山
- 杉ノ内
- 杉ノ内前
- 堰下
- 竹ノ内
- 壇ノ前
- 躑躅ケ森
- 手代森
- 寺ノ前
- 銅屋
- 戸ノ内
- 中ノ内
- 中ノ町
- 沼ノ上
- 日向
- 松本
- 御堂内
- 宮ノ脇
- 宮ノ前
- 山ノ内

## 歴史
- 1889年（明治22年）4月1日 - 町村制の施行により信夫郡杉妻村が発足。旧田沢村域は杉妻村の大字となる。
- 1947年（昭和22年）2月11日 - 杉妻村が福島市に編入され、福島市清水町となる。
- 1975年（昭和50年）10月1日 - 福島市役所蓬萊支所が開設され、域内の一部が蓬萊町になるとともに、杉妻地区から新たに発足した蓬萊地区へ移管される。

## 世帯数と人口
2022年（令和4年）3月31日現在の世帯数と人口は以下の通りである。
| 大字 | 世帯数  | 人口   |
| ---- | ------- | ------ |
| 田沢 | 688世帯 | 1514人 |

## 小・中学校の学区
市立小・中学校に通う場合、学区は以下の通りとなる。
| 番地                                                                          | 小学校               | 中学校             |
| ----------------------------------------------------------------------------- | -------------------- | ------------------ |
| 字神ノ前、木曽内入、木曽内、木曽内前、中ノ町、手代森、桜台38番地の1から13まで | 福島市立蓬莱小学校   | 福島市立蓬莱中学校 |
| 上記を除く                                                                    | 福島市立蓬莱東小学校 | 福島市立蓬莱中学校 |

## 交通

### 鉄道
- 域内に鉄道施設は無い。最寄り駅はJR東北本線南福島駅である。

### 道路
- 福島市道47号南町浅川線
- 福島市道48号清水町浅川線

### バス
福島交通路線バス
- （福島駅方面） - 桜台 - 松本 - 愛育園前 - 杉の内 - 寺の前 -  （蓬莱団地・医大方面）
  - 桜台経由医大
- （福島駅方面） - 警察学校前 - （蓬莱団地・医大方面）
  - 清水町経由医大

## 施設
- 福島市清沢地区体育館
- 信夫ダム
- 福島ゴルフ倶楽部 民報コース
- 曹洞宗長秀院
- 羽山神社